# Ian Buchanan
 (juin 2019).
Si vous disposez d'ouvrages ou d'articles de référence ou si vous connaissez des sites web de qualité traitant du thème abordé ici, merci de compléter l'article en donnant les références utiles à sa vérifiabilité et en les liant à la section « Notes et références ».
Pour les articles homonymes, voir Buchanan.
Ian Buchanan est un acteur britannique né le 16 juin 1957 à Hamilton (Écosse).

## Biographie
Il est principalement connu à la télévision pour ses rôles du Dr. James Warwick dans la série Amour, Gloire et Beauté, de Duke Lavery dans la série Hôpital central et de Richard « Dick » Tremayne dans la saison 2 de la série Twin Peaks.
Il a fait aussi des apparitions dans les séries : Flash, Code Quantum, Une nounou d'enfer, Nash Bridges, Charmed, Stargate SG-1, Alias, Nip/Tuck et Columbo
Au cinéma, il a joué dans La Septième prophétie et Panic Room.

## Filmographie

### Cinéma

#### Films
- 1988 : La Septième prophétie (The Seventh Sign) : Mr. Huberty
- 1993 : Blue Flame : Wax
- 1993 : Double Exposure : Roger Putnam
- 1994 : The Cool Surface : Terrence
- 1998 : Ivory Tower : Andy Pallack
- 2000 : Jeux d'influences (Lying in Wait) : George
- 2002 : Panic Room : Evan Kurlander
- 2009 : Un Noël très très gay : Peter Stanford

### Télévision

#### Séries télévisées
- 1986 : It's Garry Shandling's Show. (série télévisée) : Ian McFyfer (series 3 & 4)
- 1986 à 2020 : Hôpital central ("General Hospital") (série télévisée) : Duke Lavery
- 1990 : Flash (The Flash) (saison 1 épisode 3) : Stan Kovacs
- 1990 : Twin Peaks (série télévisée) : Richard « Dick » Tremayne
- 1990: Columbo (série télévisée) (saison 9 épisode 2): Sean Brantley
- 1991 : Hollywood Detective (série télévisée) : F. Scott Fitzgerald
- 1993 : Bobby et Marilyn (Marilyn & Bobby: Her Final Affair), de Bradford May (téléfilm) : Peter Lawford
- 1993 : Code Quantum (saison 5 épisode 15) : Victor Drake
- 1993 à 2010 : Amour, Gloire et Beauté : Dr. James Warwick
- 1994 : Une nounou d'enfer (saison 3 épisode 3) : Jules Kimball
- 1997 : Port Charles (série télévisée) : Joshua Temple
- 2001 : Nash Bridges (saison 6 épisode 16) : Franz Planck
- 2001 : Charmed (saison 3 épisodes 19 et 20) : Raynor
- 2003 : Stargate SG-1 (saison 6 épisode 12) : Numéro 1
- 2004 : Alias (saison 3 épisode 13) : Johannes Gathrid
- 2005 : Oui, chérie ! (saison 6 épisode 1) : Paul
- 2005 : Laws of Gambling : Howard
- 2006 : NYPD Blue (saison 4 épisode 5) : Prince Laszlo Forsmann
- 2007 : Nip/Tuck (saison 5 épisode 6) : Damien Sands